# Naturschutzgebiet Ryžovna

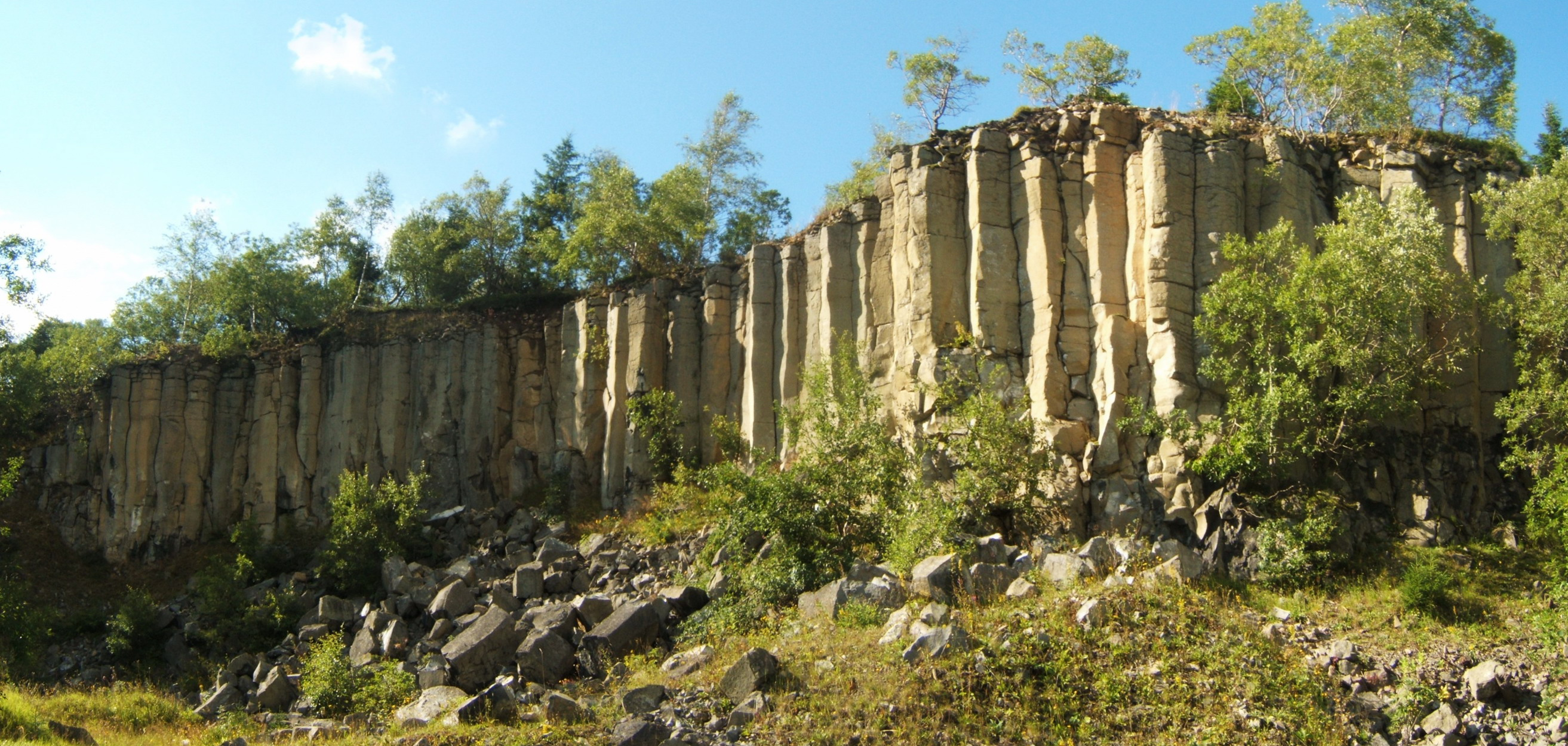
Die größte der Gruppen von Basaltsäulen

Das Naturschutzgebiet Ryžovna befindet sich im böhmischen Westerzgebirge südlich von Ryžovna (deutsch Seifen) in Tschechien.
Es liegt auf einer Basaltdecke mit einer Fläche von ca. 20 ha in einer Höhe um 1000 m n.m. Der flache Bergrücken ist die Wasserscheide zwischen Eger und Zwickauer Mulde. Die Gesteine der Decke wurden am Nord- und Südhang des Bergrückens zwischen Ryžovna und Hřebečná durch zwei Steinbrüche aufgedeckt, die schon seit 1960 stillgelegt sind.
Der Basalt im Steinbruch am Nordhang hat eine quader- bis plattenförmige Struktur, am Südhang eine grobe Säulenstruktur mit Säulen von 50 bis 80 cm Durchmesser und einer Höhe von mehreren Metern.
Zu diesem Naturdenkmal zweigt ein kurzer Weg von der Straße Ryžovna–Hřebečná gegenüber einem verfallenen Gebäude etwas oberhalb des Trafotürmchens ab.
Am Nordhang des Basaltrückens befindet sich ein wertvoller Rest natürlichen Buchenwalds auf Basaltschutt, dessen Struktur und Artenzusammensetzung ungewöhnlich erhalten ist, in dieser Höhe ist es eine einzigartige Erscheinung. An den Buchenwald schließen sich Klimaxfichten mit reichhaltigen Bodenkräutern an.
Durch die Witterungseinwirkung entstand in der windgeschützten Lage unter dem Kamm an Stellen mit besonders viel Schnee und ständiger Versumpfung eine artenreiche Gemeinschaft von blühenden Hochgräsern, unter denen auch einige besonders geschützte, stark gefährdete Pflanzenarten vertreten sind. An den ständig nassen Orten mit Quellen befinden sich Riedgras und Torfgemeinschaften mit einer typischen Artenzusammensetzung. Bis jetzt wurden mehr als 144 Pflanzenarten festgestellt, 17 davon sind geschützt.
Die Erklärung zum Naturschutzgebiet erfolgt im Jahre 1996.